# توني سبيرينغ
توني سبيرينغ (بالإنجليزية: Tony Spearing)‏ هو لاعب كرة قدم بريطاني في مركز الدفاع، ولد في 7 أكتوبر 1964 في رومفورد في المملكة المتحدة. لعب مع أكسفورد يونايتد وستوك سيتي وليستر سيتي ونادي بليموث أرجايل ونادي بيتربورو يونايتد ونادي كينغز لين ونورويتش سيتي.

## وصلات خارجية
- توني سبيرينغ على موقع قاعدة بيانات كرة القدم.إي يو (الإنجليزية)
- توني سبيرينغ على موقع Soccerbase.com (لاعب) (الإنجليزية)
- توني سبيرينغ على موقع عالم كرة القدم.نت (الإنجليزية)